# RBW
RBW，也稱為「Rainbow Bridge World」，是韓國的音樂製作及藝人經紀公司，由前Music Cube理事金鎮宇與作曲家金度勳共同成立，2021年在韓國交易所上市。包含WM娛樂、DSP媒體等子公司，旗下擁有MAMAMOO、Oh My Girl、KARD等藝人及音樂製作人。

## 公司歷程

### 2010－2014年：早年發展
2010年
- 3月，前Music Cube理事金鎮宇（朝鲜语：김진우 (음악 프로듀서)）成立了韓國娛樂界首間提供OEM形式演藝培訓的娛樂社 Rainbowbridge Agency。[15]
- 同年，Music Cube製作人金度勳和黃成進（朝鲜语：황성진 (작사가)）加入公司擔任理事。

2011年
- 3月，金鎮宇和金度勳聯合Cube娛樂代表洪勝晟、製作人新沙洞老虎和Modern音樂學院代表金亨奎等音樂人成立 Modern K實用音樂學院，向有志願者提供公開而系統化的音樂、舞蹈和藝人培訓。[16]
- 8月，金鎮宇與Modern K實用音樂學院校長金亨奎成立合營公司 Modern & Bridge。

2012年
- 3月，Modern & Bridge製作人金度勳成立經紀公司 WA娛樂，並出任公司代表。
- 與Brand New Music合作推出3人嘻哈組合 Phantom。
- 12月，雙人嘻哈組合Geeks加盟 WA娛樂。[17][18]

2013年
- Modern & Bridge代理Cube娛樂旗下BEAST和4minute在印尼及白智英在越南的海外發展業務。
- 8月，Modern & Bridge 分拆成 Rainbowbridge Agency 與 Modern K 兩家獨立運營的公司，不過金度勳繼續出任Modern K理事以及客席講師。[註 2][19]

2014年
- 6月，WA娛樂推出第一組獨立製作、管理的藝人，4人女子組合MAMAMOO[20]。
- 8月，WA娛樂旗下曾演唱《繼承者們》OST《咬緊下唇》和參與大熱歌曲《Some》作詞的美國籍創作女歌手eSNa（英语：eSNa）發行個人單曲《I, I Love You》正式出道。[21]
- 9月，Rainbowbridge Agency 推出由親兄弟組成的雙人男子歌唱組合OBROJECT。[22]
- Rainbowbridge Agency 分別與FNC娛樂和Keyeast（為李玹雨）簽署音樂製作諒解備忘錄。

### 2015－2020年：RBW成立
2015年
- 2月，Rainbowbridge Agency 與 WA娛樂合併，公司更名為 RBW（Rainbow Bridge World的縮寫），由金鎮宇和金度勳出任共同代表，辦公室搬至位於首爾長安洞。[23] 隨後，女歌手Yangpa與饒舌歌手Basick、Big Tray先後加盟RBW。[24][25]
- 9月，RBW與Naver就V APP進軍越南簽署合作協議，翌年3月合資成立越南分公司 RBW Vietnam，負責越南當地的藝人培訓、管理以及內容製作。

2016年
- 5月，RBW與Lee Seong-yeon共同成立獨立副牌「Cloud R」[26][27]，旗下包括由Modern Music管理的新人樂隊M.A.S 0094。
- 6月，Monday Kiz加盟RBW。[28]
- 7月，推出4人男子歌唱組合VROMANCE。

2017年
- 3月，RBW旗下製作人Im Sang-hyuk與饒舌歌手Basick成立獨立嘻哈音樂廠牌「All Right Music」，邀請饒舌歌手Big Tray、Marvel J、嘻哈歌手B.O.和製作團隊Firebat加盟。[29]
- 6月，男高音及音樂劇演員 Park Wan 加盟RBW。[30]
- 年底，RBW推出練習生出道企劃「我們會出道的」，旗下偶像練習生組合RBW Boyz[註 3]和練習樂隊MAS[註 4]透過一系列的售票公演、街頭表演和出演同名實境節目[31]開始活動。

2018年
- 3月，開設YouTube頻道「365 Practice」，上載旗下女子練習生RBW Girlz的表演影片。
- 6月，全資成立日本分公司 RBW Japan。10月，旗下出道4年的女子組合MAMAMOO進軍日本，由當地的勝利娛樂負責音樂發行。同月，在越南活動的韓國籍網絡歌手Jin Ju簽約RBW，成為RBW Vietnam旗下首位藝人，在越南、韓國兩地正式出道。
- RBW擴展其培訓業務，與韓國就業及勞工部合作開設青年就業學院，開辦面向娛樂產業的職業培訓課程。

2019年
- 1月，6人男子練習生組合RBW Boyz以團名「ONEUS」正式出道。
- 同月，成立子公司 Radcomm（後更名為Contents X），開拓廣告代理和音樂發行業務。2020年，開始參與發行RBW製作的音源。[32]
- 5月，5人男子樂隊MAS作為ONEUS的兄弟團體，更名為「ONEWE」重新出道。
- 6月，唱作女歌手Ho Yeon Joo加盟RBW。
- 8月，RBW與Duckfuss娛樂合作推出獨立女歌手Obze和OYEON。

RBW在2019年創下了51.93億韓元的營業利潤，比上年度大幅增長超過三倍。
2020年
- 2月，RBW Vietnam推出旗下首個偶像團體，由全越南籍成員組成的5人男子組合D1Verse正式出道，成為第一組由韓國娛樂公司策劃和管理的越南音樂組合。
- 2020學年開始，RBW與明知專科大學未來融合學院合作設立「娛樂融合商業學系」，提供娛樂內容製作和管理的相關課程。[33]
- 5月，韓國每日經濟報導RBW於3月份在首爾市紫陽洞購入一棟價值170億韓元，擁有地下2層、地上11層的大樓，並已於4月付清尾款。[10] 該大樓在2021年啟用作為新的公司總部；位於長安洞的舊址則保留作為培訓基地（Incubating Center），旗下藝人仍常駐於此。
- 6月，RBW宣布與Modern K實用音樂學院合作成立新廠牌「Modern RBW」，發行優秀的學生作品，積極宣傳在各個獲得認可、對K-Pop有抱負的學員。[34][35]
- 7月，RBW被韓國殘疾人文化藝術院選定為「K-Able POP」音樂製作項目的代理機構。同年10月，旗下的藝術培育計劃「Artist Incubating System」推出由4位殘疾音樂人組成的獨立樂隊 Crispy Monster。[36][37]
- 9月，RBW Japan推出由全日本籍成員組成的男子練習生組合「RBW JBOYZ」，開始進行出道前活動。

### 2021年至今：正式上市
2021年
- 1月，RBW娛樂宣佈與MAMAMOO成員頌樂和玟星在互相信賴的基礎下提前完成續約[38]，至2024年6月。

- 3月，旗下7人女子組合PURPLE KISS正式出道，是RBW時隔7年再度推出女子團體。組合中的日本成員Yuki是RBW旗下首位在韓國出道的外國人，而SWAN則是首位未成年的出道藝人。

- 同月底，RBW宣佈與華莎續約成功（至2023年6月），揚言MAMAMOO不會解散，另外與輝人也深入討論中。

- 4月，RBW公佈與WM娛樂的最大股東簽訂了股份買賣合約(SPA)，已於上月31日完成了交易，包括新股和舊股RBW共持有WM娛樂70%以上的股份。「WM娛樂」將繼續沿用自身廠牌獨立運營[39]，由RBW的廣告事業部長김국진（音譯：金國鎮）兼任CEO。[40]

- 6月，RBW宣布輝人不續個人的專屬合約，但與輝人簽署了團體合約的延期協議，她將繼續參與MAMAMOO的新專輯製作和演唱會等部分團體活動，直到2023年12月為止[41]。

- 7月，RBW向韓國交易所提交了上市的初步審查請求。[42] 11月22日，正式在KOSDAQ掛牌上市。[43]

2022年
- 1月，RBW公佈將斥資90億韓元收購老牌娛樂公司DSP媒體39.13%的股權，並將其納入子公司，由金鎮宇兼任DSP媒體的CEO。[14]

- 6月，與遊戲製作公司Com2uS達成戰略聯盟，Com2uS及旗下影視製作公司WYSIWYG Studio合共注資230億韓元，成為繼共同代表金鎮宇和金度勳後的最大股東。[44]
- 8月，與新加坡的Evergreen Group Holdings簽署諒解備忘錄，以擴展東南亞業務。[45] 另與其首席執行官兼歌手David Yong簽署全球代理合約，成為旗下藝人。[46]

- 10月，ONEUS成員RAVN因私生活爭議而退出組合，同時RBW表示會就不實謠言採取法律行動。[47] 翌月，PURPLE KISS成員朴志殷因個人健康問題而退出組合活動。

- 11月，為DSP旗下出道15年的知名女子團體KARA製作時隔7年發行的新專輯《MOVE AGAIN》，成員齡智與已離開DSP的奎利、昇延、妮可、知英以五人體制重新活動。

- 12月，DSP媒體宣布全面收購民謠廠牌Goodfellas娛樂，旗下藝人將全數加入DSP，而代表（音譯：閔明基）則將出任DSP媒體的總製作人。[48]

2023年
- 1月，RBW從WYSIWYG Studio手中收購影視製作公司Urban Works50%的股權。Urban Works曾製作出如《超人回來了》、《Running Man》和《壞傢伙們》等綜藝、影視作品，同時負責南智賢等多位演員、歌手的經紀業務。[13]

- 6月，DSP宣布收購Jikim娛樂，其與Urban Works的演員經紀業務將併入DSP旗下，Jikim的CEO金振日將出任DSP演員經紀業務的負責人。[49]

- 同月底，RBW宣布華莎合約到期將不續約[50]，新經紀公司P NATION宣布將盡力支援華莎持續進行MAMAMOO的團體活動。

- 7-8月，RBW在首爾及東京首次舉辦家族演唱會2023 Summer Fes「Over the Rainbow」。除了KARA和正在進行歐美巡演的KARD外，RBW、WM及DSP旗下活動中的K-pop藝人皆有出演。即將出道的DSP女團Young Posse以及RBW男團New ID分別於首爾和東京場中首次公開亮相。

## 旗下藝人

### RBW
| - MAMAMOO - MAMAMOO+ - VROMANCE - ONEWE（2017-） - ONEUS - PURPLE KISS - KARA（2022-） - NXD（練習生） - RB-INJ（弦樂團） | - 玟星（MAMAMOO） - 頌樂（MAMAMOO） - 朴顯奎（VROMANCE） - 朴莊賢（VROMANCE） - David Yong（2022-） - 寄旭（ONEWE） - SWAN（PURPLE KISS） - 成那然（前APRIL，2023-） - 朴志殷（前PURPLE KISS） |

### WM娛樂
| - B1A4 - Oh My Girl - ONF - USPEER | - 燦多（B1A4） - 李彩演（前IZ*ONE） |

### DSP媒體
| - KARD - BABY BLUE（2022-） - YOUNG POSSE - 許齡智（KARA） - BM（KARD） - 李振載 (이진재)（2022-） - 安叡垠 (안예은)（2023-） - H:CODE (에이치코드)（2024-） - 金宥娜 (김유나)（2024-） - OYEON (오연)（2024-） - RAVN (레이븐)（2025-） | - 李芝玹 - 李中玉 - 李亨勳 (이형훈) - 吳惠媛 - 鄭藝珍 - 尹正勳 - 安瑞賢 - 李序英 - 朱賢 () - 勝泰 (성태) - 黃京河 (황경하) - 韓悌伊 (한제이) - 金彩元 (김채원) - 金民（2023-） |

※ 按入社順序排列。

### RBW Japan

#### 海外代理
- EXID 慧潾（SidusHQ）
- E'LAST（E娛樂）
- CSR（A2Z娛樂）
- AMPERS&ONE（FNC娛樂）

## 旗下音樂製作人

### RBW
- 金度勳（朝鲜语：김도훈_(작곡가)）[55] - RBW共同代表、首席製作人[56]，MAMAMOO的主製作人。
- 黃成進（朝鲜语：황성진 (작사가)）[57] - RBW理事，Music Cube音樂製作人。
- 李相昊[58] - RBW理事，ONEUS的主製作人。
- 權石泓[59] - RBW理事，RB-INJ樂團總監，公益樂隊「雙層巴士」成員。
- 金亨奎[60] - RBW理事，Modern K實用音樂學院代表[61]，公益樂隊「雙層巴士」的發起人。[62]
- 宋俊昊[63] - Rainbow Bridge音樂學院院長，WM娛樂理事。
- 徐龍培（서용배）[64] - 製作團隊「이기용배」及「TENTEN」成員，Modern K 講師。
- 李厚相（이후상）[65] - Gamsung Sound 講師[66]
- 全多雲（전다운）[67] - ONEWE的主製作人，Modern K、Gamsung Sound 講師。
- 崔甲源（최갑원）[68] - 以「가들」名義創作。
- 崔容燦（최용찬）[69] - 另以「lunCHbox」的名義發行製作單曲。
- 尹永俊（윤영준）[70]
- 林相赫（朝鲜语：임상혁 (작곡가)）（임상혁）[71] - 以「LEEMSSANG」名義創作，東亞放送藝術大學、Modern K 講師。
- 金基鉉（김기현）[72] - 以「Adam H. Evans」及「Cosmic Sound」的名義創作。
- 金永賢（김영현）[73] - 以「可可豆腐爸爸」的名義創作。
- 朴知勇（박지영）[74] - 以「Davve」的名義創作，PURPLE KISS 的主製作人。
- 柳珠伊[75] - 前女團RANIA成員，另以「Cosmic Girl」的名義作為歌手活動。

### DSP媒體
- 閔明基（민명기）[76] - DSP媒體總製作人，前Goodfellas娛樂公司代表，Gavy NJ的製作人。[48]
- 李錫柱（이석주）[77] - 前Goodfellas所屬製作人。[48]
- 李柔理（이율이）[78] - 前Goodfellas所屬作曲家。[48]

※ 加註諺文的製作人姓名為音譯，漢字正名出自RBW官方中文簡介。

## 影視製作

### Urban Works

#### 電視影集
| 年份 | 播出平台 | 作品名稱        | 共同製作                         | 備註       |
| ---- | -------- | --------------- | -------------------------------- | ---------- |
| 2023 | Watcha   | 《愛情同課程2》 | 楊貴妃工作室                     | 網絡BL劇   |
| 2023 | Netflix  | 《盜賊之歌》    | - Studio Dragon - Baram Pictures | 時代動作劇 |

#### 綜藝節目
| 年份      | 播出平台 | 節目名稱             | 備註 |
| --------- | -------- | -------------------- | ---- |
| 2022-2023 | STATV    | 《IDOL LEAGUE》第4季 |      |

#### 新媒體內容
| 年份 | 播出頻道           | 節目名稱                                    | 主持/主演                  | 備註 |
| ---- | ------------------ | ------------------------------------------- | -------------------------- | ---- |
| 2023 | YouTube (ONEUS)    | 《Rest HOUSE》 （쉼하우스）                 | ONEUS                      |      |
| 2023 | YouTube (알면천국) | 《知道的話就是天國》 （알면천국）           | 홍서범、박혜성、윤종선     |      |
| 2023 | U+ Mobile TV       | 《早知就待在家裡了》 （집에 있을걸 그랬어） | Jonathan、Patricia、金海俊 |      |
| 2023 | YouTube (MIRAE)    | 《GO:BACK LIVE》                            | 未來少年                   |      |

## 代行業務
| RBW代行製作之藝人列表 | RBW代行製作之藝人列表 | RBW代行製作之藝人列表 | RBW代行製作之藝人列表 | RBW代行製作之藝人列表 | RBW代行製作之藝人列表 |
| 活動地區              | 藝人                  | 代行項目              | 代行項目              | 代行項目              | 委託單位              |
| 活動地區              | 藝人                  | 藝人選拔              | 演藝培訓              | 音樂製作              | 委託單位              |
| --------------------- | --------------------- | --------------------- | --------------------- | --------------------- | --------------------- |
| 韓國                  | Tiny-G                |                       |                       |                       | GnG Production        |
| 韓國                  | 李玹雨                |                       |                       |                       | Keyeast               |
| 韓國                  | SPICA                 |                       |                       |                       | B2M娛樂               |
| 韓國                  | FNC旗下藝人           |                       |                       |                       | FNC娛樂               |
| 韓國                  | Berry Good            |                       |                       |                       | Asia Bridge娛樂       |
| 韓國                  | M.A.S 0094            |                       |                       |                       | Modern Music          |
| 韓國                  | P.O.P                 |                       |                       |                       | DWM娛樂               |
| 韓國                  | IZ                    |                       |                       |                       | Music K娛樂           |
| 韓國                  | AleXa                 |                       |                       |                       | ZB Label              |
| 韓國                  | Leo (VIXX)            |                       |                       |                       |                       |
| 韓國                  | 件智 (Gavy NJ)        |                       |                       |                       |                       |
| 韓國                  | 林煐岷                |                       |                       |                       | 個人                  |
| 韓國                  | Kim Yuna（김유나）    |                       |                       |                       | Duckfuss娛樂          |
| 韓國                  | Obze                  |                       |                       |                       | Duckfuss娛樂          |
| 韓國                  | OYEON                 |                       |                       |                       | Duckfuss娛樂          |
| 日本                  | CODE-V                |                       |                       |                       |                       |
| 日本                  | CROSS GENE            |                       |                       |                       | Amuse韓國             |
| 日本                  | SHU-I                 |                       |                       |                       |                       |
| 中國                  | LYn                   |                       |                       |                       |                       |
| 中國                  | 七朵組合              |                       |                       |                       | 黑鑽文化              |
| 中國                  | S.I.N.G.              |                       |                       |                       | 酷狗音樂              |
| 中國                  | XL組合                |                       |                       |                       |                       |
| 中國                  | Friday（男子組合）    |                       |                       |                       |                       |
| 越南                  | LIME                  |                       |                       |                       |                       |
| 越南                  | Noo Phuoc Thinh       |                       |                       |                       |                       |
| 越南                  | Kelvin Khanh          |                       |                       |                       |                       |
| 越南                  | Tung Lee              |                       |                       |                       |                       |
| 印尼                  | S.O.S                 |                       |                       |                       |                       |
| 印尼                  | S4                    |                       |                       |                       |                       |

| 2013-2016 | 4minute | 印尼 | CUBE娛樂 |
| 2013-2016 | BEAST   | 印尼 | CUBE娛樂 |
| 2014-2019 | 白智英  | 越南 | WS娛樂   |
| 2023-     | CSR     | 日本 | A2Z娛樂  |

## 家族演唱會

### RBW 2023 SUMMER FES ~Over The Rainbow~
- 公演日期：
  - 2023年7月16日（SK奧林匹克手球館）
  - 2023年8月19-20日（東京花園劇場）
- 出演藝人：B1A4、MAMAMOO+、OH MY GIRL、VROMANCE、ONF、李彩演、ONEUS、ONEWE、PURPLE KISS、未來少年
- 暖場嘉賓：YOUNG POSSE（首爾場）、NXD（東京場）

| #        | 出演者                         | 首爾場                            | 東京場                            |                                |
| -------- | ------------------------------ | --------------------------------- | --------------------------------- | ------------------------------ |
| 1        | 暖場嘉賓                       | OTB (YOUNG POSSE)                 | En Garde (NXD)                    |                                |
| 2        | ONEUS                          | Come Back Home                    | Come Back Home                    |                                |
| 3        | ONEUS                          | Erase Me                          | Erase Me                          |                                |
| 4        | ONEUS                          | Lit                               | Lit                               |                                |
| 5        | ONEUS                          | No Diggity                        | No Diggity                        |                                |
| 6        | 未來少年                       | Marvelous                         | Jump!                             |                                |
| 7        | 未來少年                       | Drip N' Drop                      | Girl                              |                                |
| 8        | 未來少年                       | Girl                              | Marvelous                         |                                |
| 9        | 李彩演                         | Hush Rush                         | Hush Rush                         |                                |
| 10       | 李彩演                         | Aquamarine                        | Aquamarine                        |                                |
| 11       | 李彩演                         | Knock                             | Knock                             |                                |
| 12       | PURPLE KISS                    | Ponzona                           | Ponzona                           |                                |
| 13       | PURPLE KISS                    | Sweet Juice                       | Sweet Juice                       |                                |
| 14       | PURPLE KISS                    | Zombie                            | Zombie                            |                                |
| 15       | VROMANCE                       | We Haven't Broken Up Yet          | We Haven't Broken Up Yet          |                                |
| 16       | VROMANCE                       | Flower                            | Flower                            |                                |
| 17       | ONF                            | Beautiful Beautiful               | Beautiful Beautiful               |                                |
| 18       | ONF                            | All Day                           | All Day                           |                                |
| 19       | ONF                            | We Must Love                      | We Must Love                      |                                |
| 20       | OH MY GIRL                     | Dun Dun Dance                     | Summer Comes                      |                                |
| 21       | OH MY GIRL                     | Dolphin                           | Celebrate                         |                                |
| 22       | OH MY GIRL                     | Remember Me                       | Dolphin                           |                                |
| 23       | OH MY GIRL                     | Nonstop                           | Dun Dun Dance                     |                                |
| 24       | MAMAMOO+                       | Chico Malo                        | GGBB                              |                                |
| 25       | MAMAMOO+                       | Bada Boom                         | MAMAMOO組曲                       |                                |
| 26       | MAMAMOO+                       | MAMAMOO組曲                       | Honey（頌樂）+ C.I.T.T（玟星）    | Honey（頌樂）+ C.I.T.T（玟星） |
| 27       | MAMAMOO+                       | GGBB                              | dangdang                          |                                |
| 28       | B1A4                           | What's Happening                  | 日語版                            |                                |
| 29       | B1A4                           | Zero Gravity（CHU）               | Baby Good Night（日語版）         |                                |
| 30       | B1A4                           | Colored With Love（孔燦）         | Like A Movie                      |                                |
| 31       | B1A4                           | Baby Good Night                   | Only One（日語版）                |                                |
| 32       | ONEWE                          | Montage_                          | Montage_                          |                                |
| 33       | ONEWE                          | Star + Regulus + Universe_        | Star + Regulus + Universe_        |                                |
| 34       | ONEWE                          | Veronica + Eraser                 | Veronica + Eraser                 |                                |
| 特別舞台 |                                |                                   |                                   |                                |
| 35       | NXD                            | -                                 | 男團組曲舞蹈                      |                                |
| 36       | 頌樂、效定、羅高恩             | Woman Like Me（原唱：Little Mix） | Woman Like Me（原唱：Little Mix） |                                |
| 37       | 朴顯奎、曉珍、抒澔、東明、Lien | Love In The Ice（原唱：東方神起） | 日語版                            |                                |
| 38       | 李彩演、煥雄                   | Now（原唱：Trouble Maker）        | Now（原唱：Trouble Maker）        |                                |
| 39       | PURPLE KISS                    | 家族組曲舞蹈                      | 家族組曲舞蹈                      |                                |
| 安可舞台 |                                |                                   |                                   |                                |
| 40       | 全體                           | Mr. + O.K + Um Oh Ah Yeah         | Mr. + O.K + Um Oh Ah Yeah         |                                |

## 獎項
| 年份   | 獲獎内容 |
| ------ | --- |
| 2011年 | - 第1屆 韓國音樂著作權大獎 搖滾部門 作曲家獎 - 金度勳、李相昊 （獲獎作品：CNBLUE - 孤獨的人 (Loner)） |
| 2014年 | - 第6屆 MelOn Music Awards 作曲家獎 - 金度勳 （獲獎作品：韶宥, 鄭基高 - 썸 (Some), Ailee - Don't Touch Me） |
| 2015年 | - 第4屆 Gaon Chart Music Awards 年度作曲家獎 - 金度勳 - 第1屆 著作權大賞頒獎典禮 流行樂部門 作曲獎 - 金度勳 - 大韓民國產業通商資源部 長官表彰 青年企業家獎 - 金鎮宇 - 大韓民國首爾地方警察廳 廳長表彰 - 金鎮宇 |
| 2016年 | - 大韓民國知識經營大賞 大衆文化部門 最優秀賞 - 金鎮宇 |
| 2017年 | - 第3屆 著作權大賞頒獎典禮 流行樂部門 作曲獎 - 金度勳 - 第1屆 Soribada最佳音樂大獎 新韓流製作人獎 - 徐龍培 - 韓國演藝製作者協會 年度企劃者獎 - 金鎮宇                                                          |
| 2018年 | - 第2屆 Soribada最佳音樂大獎 新韓流製作人獎 - 金度勳 - 越南V LIVE 2017 最佳節目獎 - 金鎮宇 |
| 2019年 | - 韓國演藝製作者協會 文化體育觀光部長官賞 - 金鎮宇 |
| 2020年 | - 第4屆 Soribada最佳音樂大獎 新韓流製作人獎 - 金度勳 - 大韓民國中小型企業部 長官賞 - 金鎮宇 |

## 已離開藝人
| RBW - Geeks (2012–2016，與Grandline娛樂共同管理；現由Grandline娛樂獨自管理) - Phantom (已解散；2012–2017，與Brand New Music共同管理) - Obroject (已解散；2014–2019，與TS&娛樂共同管理) Cloud R - M.A.S 0094／MAS（2015－2018；出道時由Modern Music負責經紀管理，RBW旗下子廠牌Cloud R負責音樂製作，2017年起改由RBW管理，2019年轉至主廠牌以「ONEWE」的名義重新出道，見#旗下藝人） RBW Vietnam - D1Verse（已解散；2015–2022，越南分社於2020年受COVID-19影響而暫停營運，2022年組合正式解散。） DSP媒體 - APRIL (已解散；2015–2022） | RBW - eSNa（2014–2017；轉投Brand New Music） - Yangpa（2015–2018） - Monday Kiz（2016–2018） - 輝人（2014－2021；已解除個人合約，轉投THE L1VE，然作為MAMAMOO成員的團體合約延長至2023年12月） - Yoon Euno（VROMANCE前成員，2016－2022；轉投Gleam Artist專注於音樂劇發展） - 華莎（2014－2023；轉投P NATION） All Right Music - Basick（2015－2018；成立 OUTLIVE） - Marvel J（2016年加入；2020年轉投 Luminant娛樂） - B.O.（2017－2020；成立 MYFB） - Big Tray（2017年加入） RBW Vietnam - Trần Bình（2019－2020，前D1Verse成員，因個人操守問題而被提前終止專屬合同） - Jin Ju（2018年加入；2021年轉投Krazy Sound） WM娛樂 - 祉呼（Oh My Girl前成員，2015－2022；合約到期不續約，退出組合並離開公司） DSP媒體 - Rachel（前APRIL成員，2016加入；2023年起改由母公司RBW管理） | RBW - 朴㥥潒 （2021年離開，轉投WAKE ONE娛樂） - 金民基（韓語：김민기，藝名「밍키」，2022年獨立） RBW - 崔栽佑（PRODUCE 101第二季，轉投J-Flo娛樂，以藝名崔智眼在NewKidd出道） - 文俊號（曾以練習生身分試鏡MIXNINE，轉投Woollim娛樂參加PRODUCE X 101，現為個人練習生） - 李藝率（MIXNINE，PURPLE KISS出道組成員，2020年退社升學） - 鄭健（轉投MBK娛樂，以藝名YOOJUN在BAE173出道） - 全珉旭（2018年加入，轉投MBK娛樂，以藝名J-Min在BAE173出道） RBW Japan - 佐藤隆士（PRODUCE 101 JAPAN，前RBW JBOYZ成員） WM娛樂 - 李承泫（Produce 48，轉投Grandline Group ，以藝名Riina在H1-KEY出道） |

## 註解
1. ↑  由Com2uS持有9.79%，子公司Wysiwyg Studios持有5.22%。
2. ↑  RBW 和 Modern K 多年來保持良好合作關係，旗下多位藝人均曾就讀於Modern K實用音樂學院，包括MAMAMOO與ONEWE的全體成員、VROMANCE成員李燦東和李炫錫、ONEUS成員建熙和XION以及PURPLE KISS成員羅高恩和SWAN；VROMANCE隊長兼主唱朴莊賢出道前就曾於該學院擔任導師，與成員朴顯奎同為現任的聲樂導師，另旗下多位製作人皆為詞曲製作導師，MAMAMOO亦為學院的客席講師。同時與旗下藝人合作的舞蹈老師和伴舞也多出自Modern K。
3. ↑  最初由曾參演《PRODUCE 101 第二季》的李建熙、呂煥雄和參演《MIXNINE》的金英助、李建旻（後改名為李抒澔；亦曾出演《PRODUCE 101 第二季》）等4位練習生組成，後加入練習生孫東柱（MAS 成員孫東明的雙胞胎弟弟）和金建學。
4. ↑  前身為2016年出道的樂隊 M.A.S.0094；出道時由 Modern Music 負責經紀管理，RBW 旗下廠牌 Cloud R 負責音樂製作，2017年暫停活動並轉由 RBW 負責管理。
5. ↑  
  - 成員輝人於2021年6月宣布不續個人專屬合約，然團體合約延長至2023年12月
  - 成員華莎於2023年6月宣布不續約
6. ↑  前成員Yoon Euno（李燦東）於2022年離開RBW，加入Gleam Artist專注於音樂劇發展，VROMANCE改以三人組形式活動。
7. ↑  前身為2016年出道的樂隊M.A.S0094，2017年加入RBW後更名為MAS，2019年以ONEWE的名義再出道。
  - 成員勇訓和姜賢於2022年現役入伍，現以三人體制活動。
8. ↑  成員RAVN於2022年退出團體，ONEUS改以五人組形式活動。[47]
9. ↑  成員朴志殷於2022年因個人健康原因退出團體，PURPLE KISS改以六人組形式活動。
10. ↑  僅團體活動，成員的個人合約分屬不同公司
11. ↑  預計2024年出道的男子組合，成員包括：黃在敏、井汲大翔、朴炯根、姜大賢 (강대현)、李容凖。[51]
12. ↑  由RBW與INJ管弦樂團在2015年合作成立，專門為非古典樂界提供配樂的跨界弦樂團。
13. ↑  出道日期為以本人名義發行首張個人音樂作品的日期，期間活動由MA娛樂管理。顯奎另於2021年以「KINDA BLUE」的名義，以不露臉的形式發行個人作品出道。
14. ↑  出道日期為以本人名義發行首張個人音樂作品的日期，期間活動由n.CH娛樂管理。另曾於2011年作為個人歌手發行作品。
15. ↑  新加坡企業家、律師，Evergreen Group Holdings的首席執行官。2021年參與韓劇《學校2021》的OST演唱，跨足韓國演藝界。2022年8月與RBW簽約成為旗下藝人。[46]
16. ↑  未標註年份的演員為分別從Jikim娛樂和Urban Works移籍到DSP演員事業部的創始成員。
17. ↑  現為RBW旗下藝人，詳情請參見#Cloud R條目。
18. ↑  林煐岷成為Brand New Music旗下練習生前曾參加過RBW的演藝培訓計畫[80]，但他並非RBW的專屬練習生，因此歸類入「OEM藝人」而非「已離開藝人」的名單中。
19. ↑  與作曲家 이기(Igi) 以「이기용배」(Igi-Yongbae) 的名義共同獲得。

## 外部連結
- RBW的官方網頁
- RBW（页面存档备份，存于）的NAVER專頁
- RBW的X（前Twitter）
- RBW新人部的X（前Twitter）
- RBW的Instagram帳戶
- RBW的Facebook專頁
- RBW的新浪微博
- RBW（页面存档备份，存于）的VLIVE頻道
- YouTube上的RBW頻道